# Adas Juškevičius
Adas Juškevičius, né le 3 janvier 1989 à Kaunas, en Lituanie, est un joueur lituanien de basket-ball. Il évolue au poste d'arrière.

## Biographie
En novembre 2017, il égale le record du nombre de trois points marqués dans une rencontre d'Eurocoupe avec 9 tirs (record co-détenu par Rubén Douglas (9/12), Jimmy McKinney (9/12) et Marko Popović (9/14)). Juškevičius marque aussi 7 parniers à trois-points consécutifs dans le premier quart-temps de cette rencontre face au KK Budućnost Podgorica. Il est nommé meilleur joueur de cette 5e journée de l'EuroCoupe,.
Le 3 août 2018, il signe un contrat avec Nanterre 92, club du championnat de France.

## Palmarès
- Champion de Lituanie 2013
- Ligue baltique 2010
- Finaliste du championnat d'Europe des 20 ans et moins 2008